# Anthela phaeodesma
Anthela phaeodesma là một loài bướm đêm thuộc họ Anthelidae. Loài này có ở Úc.